# Chrysasura maculata
Chrysasura maculata là một loài bướm đêm thuộc phân họ Arctiinae, họ Erebidae.